# Bidesmida morrisoni
Bidesmida morrisoni is een insect uit de familie van de dwerggaasvliegen (Coniopterygidae), die tot de orde netvleugeligen (Neuroptera) behoort. 
De wetenschappelijke naam Bidesmida morrisoni is voor het eerst geldig gepubliceerd door V. Johnson in 1977.